# 雨宮御影
雨宮 御影（あまみや みかげ、1988年 - ）は日本の人形作家。岡山県岡山市出身。耽美表現を主としている。

## 略歴
- 2007年 - 大学在学中より独学で人形制作開始。
- 2009年 - 銀座ギャラリーでのグループ展を皮切りに作家活動を開始する。

同年 - 学友と共に創作集団真昼の月を立ち上げ。
- 2010年 - 創作人形と絵画数点の個展を開催

人形制作のきっかけはハンス・ベルメールの写真作品との出会いだと自ら語っている。
制作のスピードには定評があり、短期間で多くの作品を世に送り出している。個展、グループ展を不定期に開催しており、作品を目にすることが出来る機会は多い。

## 作風・作品
主に粘土を使用した球体関節人形。作品自体からは作者の性別を感じさせない繊細さと妖艶さが特徴。一瞬を切り取った独特の表情と刹那的な美しさを持つ。
作品は数点美術館に収蔵されている他、多くは美術品収集家などのもとにある。